# Aleksandr Averbukh
Aleksandr Averbukh (Irkutsk, Rusia, 1 de octubre de 1974) es un atleta israelí de origen ruso, especialista en la prueba de salto con pértiga, en la que ha logrado ser subcampeón mundial en 2001.

## Carrera deportiva
En el Mundial de Edmonton 2001 ganó la medalla de plata en salto con pértiga, con un salto de 5.85 metros, quedando tras el australiano Dmitri Markov (oro con un salto de 6.05 metros que fue récord de los campeonatos) y por delante del estadounidense Nick Hysong (bronce con 5.85 metros, pero necesitó más intentos).
Cinco años después, en el Campeonato Europeo de Atletismo de 2006 ganó el oro en la misma prueba, saltando por encima de 5.70 metros, superando al alemán Tim Lobinger y al francés Romain Mesnil, ambos empatados en la plata con 5.65 metros.